# 豊原真岡線
豊原真岡線（とよはらまおかせん）は、かつて樺太に存在した樺太庁道であり、豊原市から真岡郡真岡町を結んでいた。

## 概要
- 総延長 72.5km
- 幅員 最大4.5m、最狭3.6m
- 樺太の主要道路の1つであった。

## 歴史
- 1945年8月20日から23日にかけて真岡から上陸したソ連軍と日本軍との間に熊笹峠を中心に激しい戦闘が行なわれた。

## 経由地
- 豊原市 - 真岡郡清水村 - 真岡町

## 接続道路
- 豊原市
  - 大泊国境線
- 真岡郡真岡町
  - 本斗安別線